# 297 v. Chr.
Portal Geschichte | Portal Biografien | Aktuelle Ereignisse | Jahreskalender | Tagesartikel

◄ |
4. Jahrhundert v. Chr. |
3. Jahrhundert v. Chr. |
2. Jahrhundert v. Chr. |
►

◄ | 310er v. Chr. | 300er v. Chr. | 290er v. Chr. | 280er v. Chr. |
270er v. Chr. |
►

◄◄ | ◄ | 300 v. Chr. | 299 v. Chr. | 298 v. Chr. | 297 v. Chr. |
296 v. Chr. |
295 v. Chr. |
294 v. Chr. |
► |
►►
Staatsoberhäupter

## Ereignisse

### Östliches Mittelmeer
- Pyrrhos I. von Epirus kehrt aus ägyptischer Geiselhaft in seine Heimat zurück und besteigt erneut den Thron. Ptolemaios I. gibt ihm die ägyptische Prinzessin Berenike zur Frau.
- April/Mai - Nach dem Tod des Königs von Makedonien, Kassander, kommt es dort zu langwierigen Kämpfen um die Nachfolge; zunächst regiert der Sohn Philipp, der aber bereits nach vier Monaten stirbt. Dann erben Philipps Brüder Alexander V. und Antipatros I. gemeinsam den Thron.
- Zipoites I. von Bithynien nimmt den Königstitel an.

### Westliches Mittelmeer
- Im Dritten Samnitenkrieg gelingen den Römern zwei wichtige Siege gegen die Samniten: bei Trifernum unter Quintus Fabius Maximus Rullianus und bei Maleventum unter Publius Decius Mus. Nachdem das Land der Samniten von den Römern systematisch verwüstet wird, versuchen die Samniten, den Krieg nach Norden zu tragen, wo sie sich mit den Etruskern zusammenschließen.
- Agathokles von Syrakus erleidet bei Ethae eine Niederlage gegen die Bruttier und zieht sich nach Sizilien zurück.

## Gestorben
- April/Mai: Kassander, Diadochen-König von Makedonien (* um 350 v. Chr.)
- um 297 v. Chr.: Chandragupta Maurya, Begründer des indischen Maurya-Reichs